# Kvävemetabolism
Kvävemetabolismen är de reaktioner som kväverika föreningar genomgår i kroppen när dessa metaboliseras. Fritt kväve är toxiskt för kroppen, och måste därför metaboliseras till den inerta föreningen urea (urinämne). Det finns flera olika vägar för att metabolisera kväve, bland annat ureacykeln. Kväve kan dessutom lagras temporärt i kroppen då glutamat nitrifieras till glutamin. Denna process är även relaterad till nysyntesen av de icke-essentiella aminosyror, då ammoniak måste inkorporeras till dessa för att bilda amingruppen på alfa-kolet.